# Parkson
Parkson  (tiếng Trung: 百盛; bính âm: Bǎishèng, Hán Việt: Bách Thịnh) là một chuỗi cửa hàng bách hóa thành lập từ năm 1987 tại Malaysia,  với một mạng lưới 130 cửa hàng ở thời điểm 31 tháng 12 năm 2015, trải dài trên khoảng 2,1 triệu m2   tổng diện tích bán lẻ tại các thành phố ở Malaysia, Trung Quốc, Việt Nam, Indonesia và Myanmar.

## Tại Malaysia

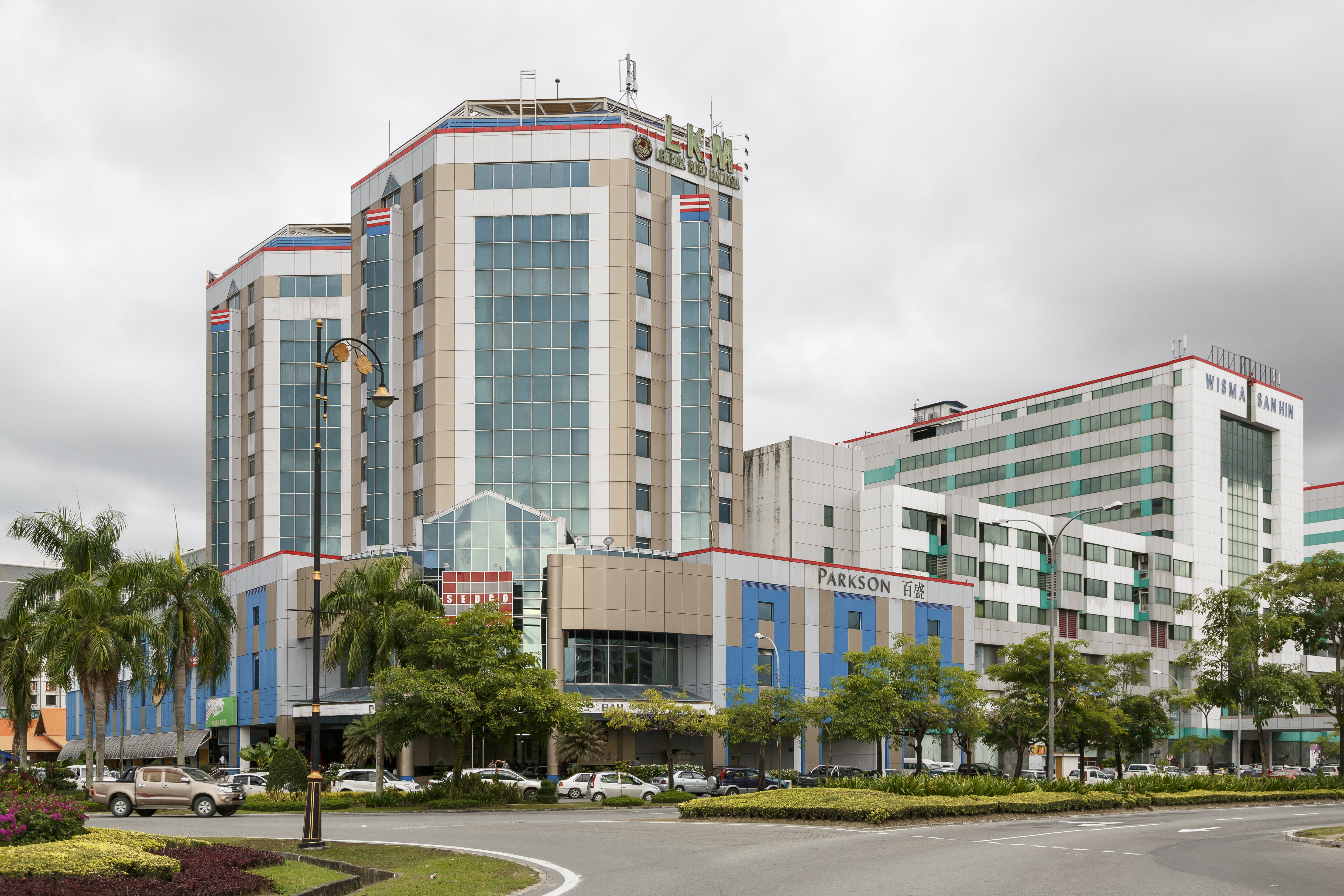
Trung tâm Parkson tại Kota Kinabalu, bang Sabah, Malaysia

Parkson khai trương cửa hàng đầu tiên tại Sungei Wang Plaza vào năm 1987. Kể từ đó, các cửa hàng mới đã được triển khai trên cả nước vào khoảng 2 cửa hàng mỗi năm trong vòng 27 năm qua. Cửa hàng hàng đầu, Parkson Pavilion, được khai trương vào năm 2007.
Tại thời điểm ngày 31 tháng 12 năm 2015, Parkson đã có 45 cửa hàng tại Malaysia, nhiều nhất là tại 2 bang Sarawak và Selangor.

## Cửa hàng bên ngoài Malaysia

### Trung Quốc
Vào năm 1994, Parkson khai trương cửa hàng đầu tiên ở Bắc Kinh. Parkson là một trong những chuỗi cửa hàng nước ngoài đầu tiên hiện diện ở Trung Quốc.
Vào tháng 6 năm 2015 Parkson có một mạng lưới 60 cửa hàng bao phủ 37 thành phố lớn ở Trung Quốc.

### Việt Nam

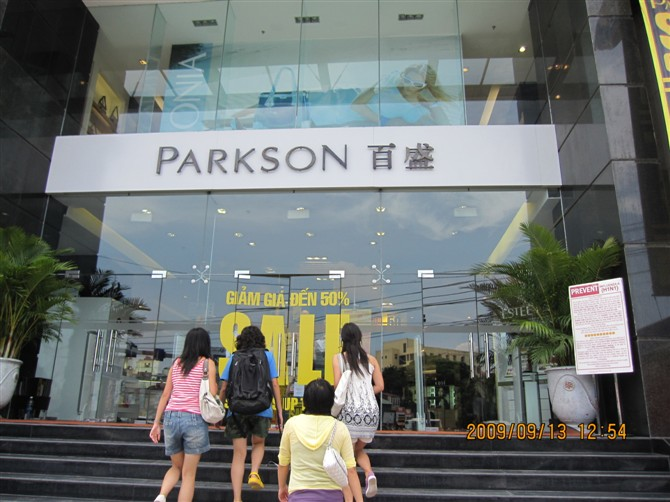
Parkson Hà Nội

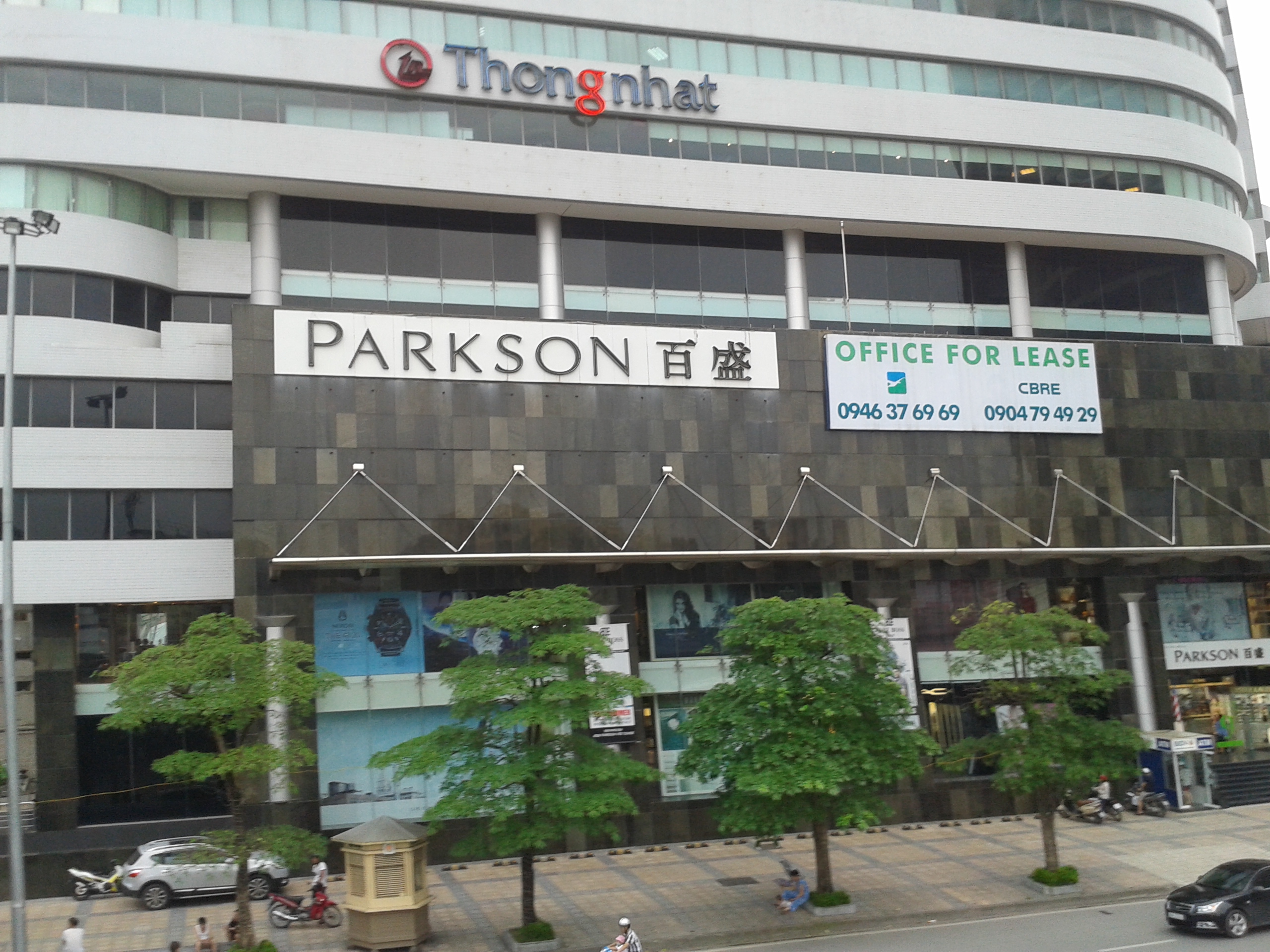
Parkson Thái Hà tại ngã tư Tây Sơn - Thái Hà, Hà Nội

Việc khai trương Parkson Saigon Tourist Plaza vào ngày 29 tháng 6 năm 2005 đánh dấu như cửa hàng bách hóa thực sự của quốc tế đầu tiên được mở tại Thành phố Hồ Chí Minh. Chiến lược của Parkson là kinh doanh những mặt hàng cao cấp, hàng hiệu và chọn địa điểm tại những khu đất đắt giá nhất thành phố.
Ngày 02 tháng 1 năm 2015, Parkson đóng cửa Trung tâm thương mại tại Keangnam Landmark Tower, Hà Nội khi trung tâm bị thua lỗ kể từ khi khai trương vào tháng 12 năm 2011. Tuy nhiên, Parkson vẫn tích cực trên thị trường bán lẻ tại Việt Nam, với việc mở một Trung tâm thương mại mới tại Đà Nẵng vào ngày 11 Tháng 1 năm 2015.
Theo báo cáo tài chính của Parkson Asia Retail, Parkson thu về 42,7 triệu đôla Singapore (SGD) tại thị trường Việt Nam trong năm tài chính 2014, lỗ ròng hơn 2,3 triệu SGD, riêng Parkson Hà Nội chỉ đóng góp 31,6% doanh thu (13,5 triệu SGD) nhưng lỗ hơn 7 triệu SGD (khoảng 110,5 tỷ đồng). Đến năm tài chính 2015, kết quả kinh doanh của Parkson tại thị trường Việt Nam ghi nhận con số lỗ kỷ lục hơn 79 triệu SGD, riêng Parkson Hà Nội lỗ 74 triệu.
Đến  ngày 31 tháng 12 năm 2015, Parkson có 9 Trung tâm thương mại ở Việt Nam tại 4 thành phố:  6 cửa hàng tại Thành phố Hồ Chí Minh, 1 tại Hải Phòng, 1 tại Đà Nẵng và 1 cửa hàng ở Hà Nội. Tuy nhiên, vào tháng 11 năm 2016, Ban lãnh đạo của Parkson Retail Asia (công ty mẹ của Parkson Việt Nam) đã công bố quyết định đóng cửa trung tâm duy nhất tại Hà Nội (Parkson Viet Tower, còn gọi là Parkson Thái Hà) từ ngày 15 tháng 12 với lý do là "Môi trường kinh doanh tại thị trường miền Bắc, đặc biệt là các trung tâm thương mại tại Hà Nội đang suy yếu...".
Parkson Retail Asia Ltd (PRA) - được niêm yết tại Singapore, đơn vị sở hữu 100% vốn của Công ty TNHH Parkson Lưu trữ ngày 3 tháng 8 năm 2024 tại Wayback Machine Việt Nam, đã tiến hành nộp đơn lên tòa án TP Hồ Chí Minh yêu cầu mở thủ tục phá sản tự nguyện vào ngày 28/4/2023

### Indonesia
Parkson vào Indonesia bằng cách mua lại chuỗi cửa hàng bách hóa Centro với 6 cửa hàng vào năm 2011. Chuỗi cửa hàng bách hóa từ đó đã mở rộng với tổng số hiện nay gồm 12 cửa hàng thuộc thương hiệu Centro và 3 cửa hàng thuộc thương hiệu  Parkson, dẫn đến tổng số 16 cửa hàng (bao gồm cả siêu thị Kem Chicks tại Pacific Place Jakarta) vào thời điểm 31 tháng 10 năm 2015. 
Trung tâm  Parkson đầu tiên tại Indonesia mở cửa tại Centre Point Mall, Medan ngày 28 tháng 11 năm 2013. Cửa hàng Parkson thứ hai tại Lippo Mall Puri, Jakarta bắt đầu hoạt động từ ngày 27 tháng 6 năm 2014. Cửa hàng Parkson thứ ba tại Hartono Mall, Yogyakarta bắt đầu hoạt động vào ngày 22 tháng 12 năm 2015. 
Theo trang web của công ty, thương hiệu  Centro sẽ được tập trung vào phân khúc trung lưu trong khi thương hiệu  Parkson thương hiệu tập trung vào hàng cao cấp hơn.

### Myanmar
Parkson khai trương cửa hàng đầu tiên tại Trung tâm FMI, Yangon ngày 11 tháng 5 năm 2013.